# Campionati europei di triathlon long distance del 2010
I Campionati europei di triathlon long distance del 2010 (XVII edizione) si sono tenuti a Vitoria-Gasteiz, in Spagna in data 26 giugno 2010.
Nella gara maschile ha vinto lo spagnolo Eneko Llanos, mentre in quella femminile la spagnola Virginia Berasategui.

## Risultati

### Élite uomini
| Pos. | Nome                      | Paese       | Nuoto    | Bici     | Corsa    | Totale   |
| ---- | ------------------------- | ----------- | -------- | -------- | -------- | -------- |
|      | Eneko Llanos              | Spagna      | 00:50:07 | 02:49:37 | 01:54:03 | 05:35:34 |
|      | Martin Jensen             | Danimarca   | 00:50:02 | 02:49:40 | 01:55:31 | 05:37:00 |
|      | Jimmy Johnsen             | Danimarca   | 00:51:40 | 02:58:56 | 01:57:14 | 05:49:19 |
| 4    | Mikel Elgezabal Fernandez | Spagna      | 00:54:44 | 02:55:46 | 02:01:25 | 05:53:58 |
| 5    | Pedro Gomes               | Portogallo  | 00:51:19 | 03:06:51 | 01:56:55 | 05:56:50 |
| 6    | Richard Calle Martínez    | Spagna      | 00:51:43 | 03:02:37 | 02:01:26 | 05:57:36 |
| 7    | Jarmo Hast                | Finlandia   | 00:50:40 | 03:03:25 | 02:03:24 | 05:59:22 |
| 8    | Andrej Vistica            | Croazia     | 00:55:29 | 03:00:40 | 02:06:03 | 06:04:11 |
| 9    | Karl-Johan Danielsson     | Svezia      | 00:51:17 | 03:04:49 | 02:09:57 | 06:07:59 |
| 10   | Petr Soukup               | Rep. Ceca   | 00:54:42 | 03:08:35 | 02:04:07 | 06:09:06 |
| 11   | Nicholas Ward Munoz       | Regno Unito | 00:58:29 | 03:06:27 | 02:02:34 | 06:09:37 |
| 12   | Alvaro Velazquez          | Spagna      | 01:04:39 | 03:07:44 | 01:55:57 | 06:10:45 |
| 13   | Gregorio Cáceres          | Spagna      | 00:57:34 | 03:10:44 | 02:00:55 | 06:11:07 |
| 14   | Ivan Tejero               | Spagna      | 00:50:04 | 02:59:32 | 02:22:45 | 06:14:12 |
| 15   | Gabriele Mazzetta         | Italia      | 00:54:34 | 03:02:52 | 02:17:37 | 06:17:24 |
| 16   | Teemu Lemmettyla          | Finlandia   | 01:00:22 | 03:13:17 | 02:04:58 | 06:21:12 |
| 17   | Andrea Vajente            | Italia      | 00:50:06 | 03:15:09 | 02:17:24 | 06:24:24 |
| 18   | Sebastian Pedraza         | Italia      | 01:00:05 | 03:11:12 | 02:11:18 | 06:24:24 |
| 19   | Ladislav Dvorak           | Rep. Ceca   | 00:50:10 | 03:08:17 | 02:27:22 | 06:27:41 |
| 20   | Nick Saunders             | Regno Unito | 00:54:41 | 03:15:15 | 02:29:28 | 06:41:30 |
| 21   | Marco Quintavalle         | Italia      | 00:51:24 | 04:31:51 | 02:38:57 | 08:04:54 |

### Élite donne
| Pos. | Nome                 | Paese       | Nuoto    | Bici     | Corsa    | Totale   |
| ---- | -------------------- | ----------- | -------- | -------- | -------- | -------- |
|      | Virginia Berasategui | Spagna      | 00:55:38 | 03:10:59 | 02:06:26 | 06:14:46 |
|      | Jodie Swallow        | Regno Unito | 00:52:29 | 03:21:20 | 02:03:41 | 06:19:02 |
|      | Edith Niederfriniger | Italia      | 00:59:03 | 03:23:01 | 02:16:57 | 06:41:01 |
| 4    | Eva Ledesma          | Spagna      | 00:59:47 | 03:27:02 | 02:13:53 | 06:42:33 |
| 5    | Tiina Boman          | Finlandia   | 00:59:13 | 03:28:02 | 02:17:39 | 06:47:14 |
| 6    | Lisbeth Kristensen   | Danimarca   | 00:59:52 | 03:33:25 | 02:18:06 | 06:53:59 |
| 7    | Valentina Filipetto  | Italia      | 00:55:38 | 03:26:41 | 02:31:47 | 06:56:26 |
| 8    | Martina Dogana       | Italia      | 01:03:42 | 03:33:08 | 02:22:54 | 07:01:41 |
| 9    | Venla Koivula        | Finlandia   | 01:03:54 | 03:32:42 | 02:30:16 | 07:08:47 |
| 10   | Zeljka Saban         | Croazia     | 01:02:34 | 04:05:20 | 02:55:44 | 08:06:47 |